# Kid Cudi
Kid Cudi, pseudonimo di Scott Ramon Seguro Mescudi (Cleveland, 30 gennaio 1984), è un rapper, cantautore e attore statunitense.

## Biografia

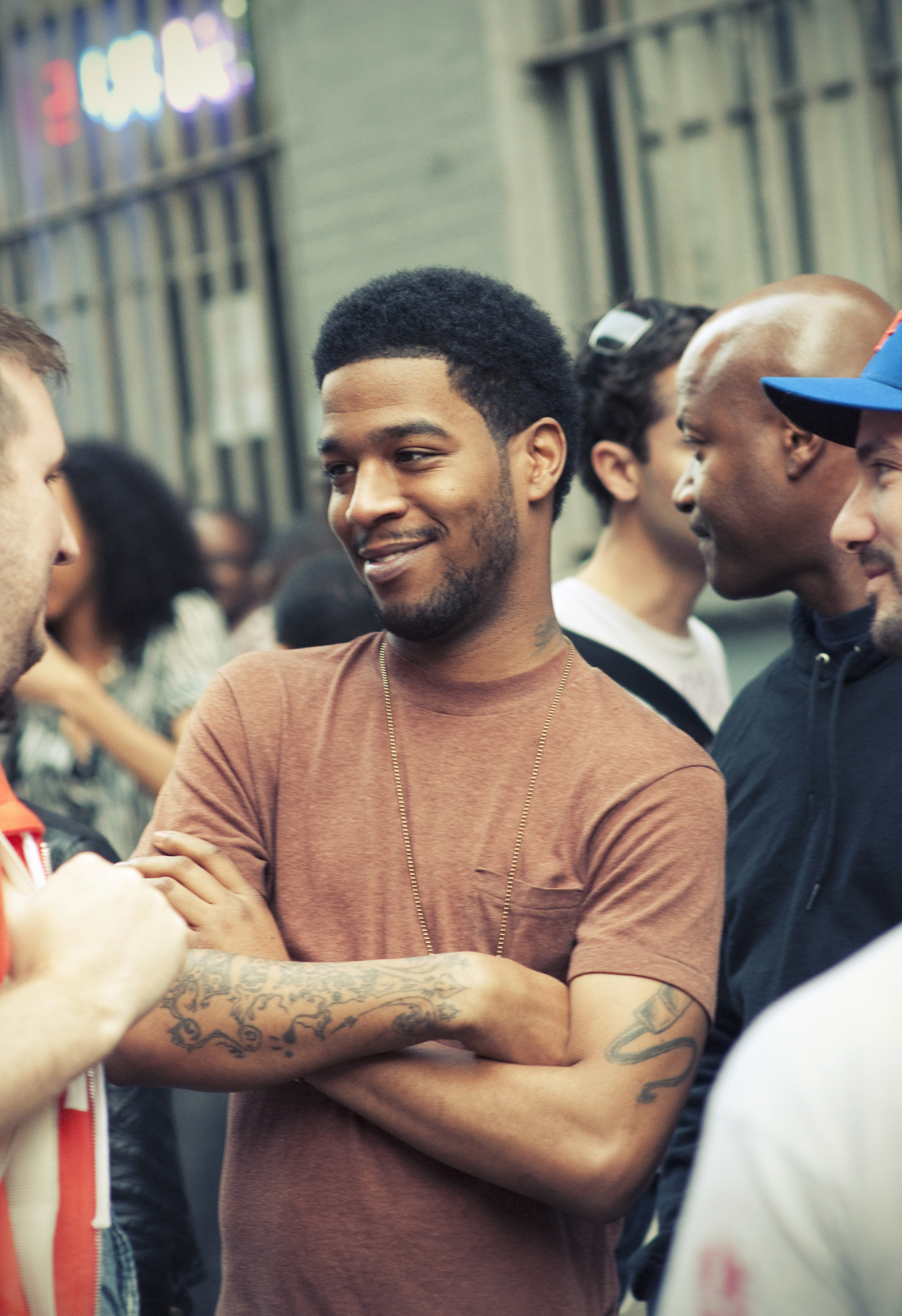
Kid Cudi nel 2010

Kid Cudi nasce a Cleveland, Ohio, e cresce nel sobborgo di Shaker Heights. Suo padre, imbianchino, insegnante supplente e veterano dell'aviazione statunitense della seconda guerra mondiale, era di origine messicana ma nativo degli Stati Uniti mentre sua madre, insegnante di canto in una scuola media, era di origine afro-americana.
Il padre muore a causa di un cancro quando Scott ha solo 11 anni, fatto che avrà un peso rilevante sulla sua personalità e successivamente sulla sua musica. Kid Cudi frequenta la Roxboro Middle-School e successivamente la Shaker Heights High School per due anni prima di trasferirsi al Solon High School. È verso la fine delle superiori che Scott incomincia a fare rap, ispirato da gruppi hip hop come The Pharcyde e A Tribe Called Quest. Dopo essersi diplomato si reca a studiare cinematografia alla University of Toledo, che poi abbandonerà dopo il primo anno.
All'età di vent'anni si trasferisce nel borough Brooklyn di New York per inseguire il suo obiettivo di diventare cantante. In questo periodo lavora alla Bape di New York e pubblica il suo primo mixtape, A Kid Named Cudi in collaborazione con la New York street-wear brand 10.Deep in free download. Il mixtape cattura velocemente l'attenzione di Kanye West, che più tardi quello stesso anno lo porterà a firmare un contratto con la GOOD Music.
Kid Cudi partecipa all'album di Kanye West 808s & Heartbreak (2008), cantando con West nel brano Welcome to Heartbreak e aiutandolo nella stesura del testo delle canzoni Heartless e Paranoid. La sua prima apparizione in televisione risale agli MTV Video Music Awards del 2008, al fianco di Travis Barker e DJ AM. Il 17 febbraio 2009 partecipa al talk show di Snoop Dogg su MTV, Dogg After Dark, cantando alla fine del programma il suo nuovo singolo Day 'n' Nite. Sempre nel febbraio del 2009 Cudi appare in un cameo nel video T.O.N.Y. di Solange Knowles. Un successivo cameo avviene nel video I Gotta Feeling dei Black Eyed Peas in collaborazione con David Guetta.

L'album di debutto Man on the Moon: The End of Day è stato pubblicato dalla Universal Motown Records. Day 'n' Nite, primo singolo estratto, oltre ad essere il più grande successo commerciale di Kid Cudi, si è posizionato bene nelle classifiche di singoli sia negli Stati Uniti che in Europa, ma soprattutto nelle classifiche dance ed electro grazie ad un remix del duo italiano Crookers. Fortemente legato a Lady Gaga, il singolo successivo è stato Make Her Say (originariamente intitolato I Poke Her Face) che prende spunto dalla canzone di Lady Gaga, Poker Face e al quale partecipano anche Kanye West e Common.

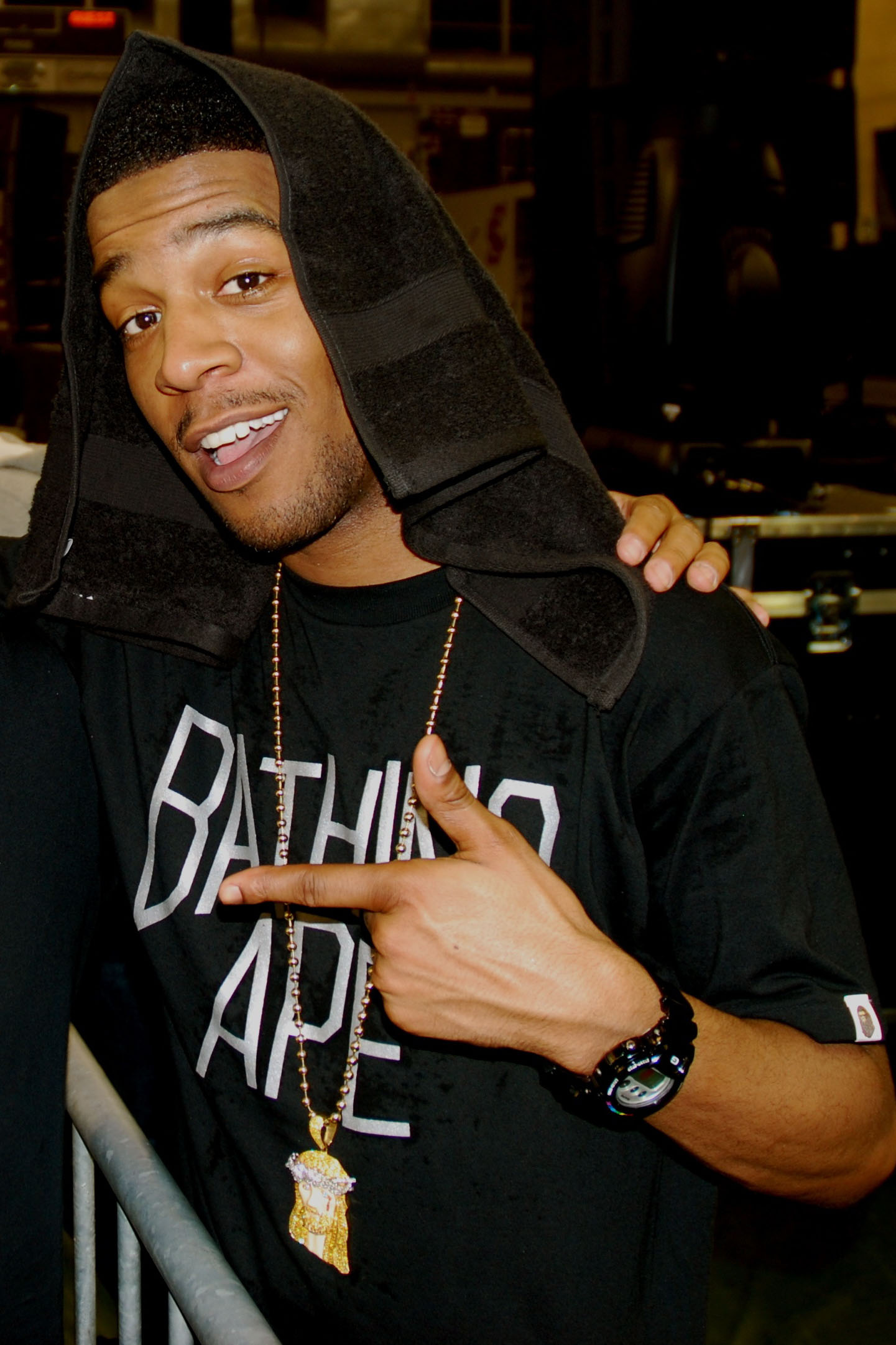
Kid Cudi nel 2009

Nell'autunno del 2009 partecipa al nuovo singolo di Sharam She Came Along e alla creazione dell'EP di Shakira, Did It Again, nel quale canta con la cantante colombiana la versione Benassi Remix del brano. Parteciperà poi al singolo Memories di David Guetta.
È uno dei protagonisti della serie tv americana "How to make it in America", trasmessa da HBO. Il 12 giugno 2010, Kid Cudi è stato arrestato a New York dalle forze di giustizia per possesso di droga e danneggiamento di proprietà. Nel settembre del 2010 viene pubblicato il singolo Erase Me, che vede la partecipazione di Kanye West.
Nell'aprile del 2010 Cudi annuncia il suo secondo album in studio: Man On The Moon Part II: The Legend Of Mr. Rager. L'album fu ufficialmente pubblicato il 9 novembre 2010. L'album riscosse un discreto successo debuttando alla numero 3 nella US Billboard 200 e arrivando a vendere 169,000 copie nella sua prima settimana in commercio. Al 6 agosto 2012 l'album è arrivato a 500,000 copie vendute.
Il 2 aprile 2013, intervistato dalla radio californiana "Power 106", annuncia la rottura con la Label "G.O.O.D. Music" per ragioni di business, volendo intraprendere una carriera in maniera autonoma. Ribadisce che Kanye West, parlando in via telefonica, ha appoggiato la sua idea e che resteranno sempre in contatto per future collaborazioni.
Durante il suo tour nell'ottobre 2013, Kid Cudi ha annunciato la realizzazione di un EP dal nome Satellite Flight: The Journey to Mother Moon. Nel febbraio 2014, durante un'intervista a MTV ha dichiarato: "Sono davvero contento perché è il mio lavoro migliore, ed è una sorpresa. I fan non se l'aspettavano. Non ho mai fatto due album con un solo anno di distanza uno dall'altro". Nel 2014 collabora con Skylar Grey per il brano Hero, registrato per la colonna sonora del film Need for Speed.
Nel dicembre 2015 pubblica il suo quinto album in studio Speedin' Bullet 2 Heaven, che rappresenta un distacco dal mondo hip hop e un accostamento all'alternative rock. Già nel 2012 Kid Cudi si era cimentato in questo genere con l'album WZRD, realizzato a nome del duo omonimo di cui fa parte anche Dot da Genius.

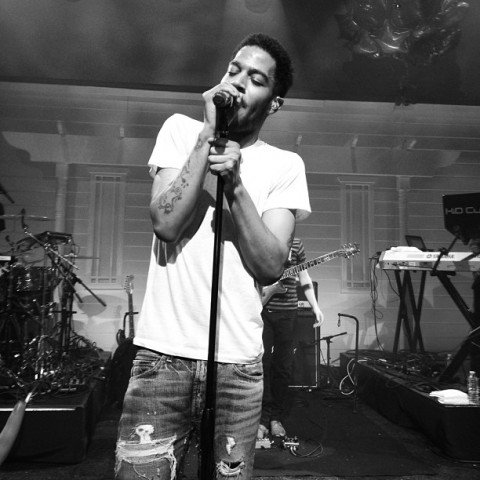
Kid Cudi in concerto

Nel dicembre 2016 esce Passion, Pain & Demon Slayin'. Dall'album, di stampo alternative rap, vengono estratti i singoli Frequency e Surfin'. L’8 giugno 2018 pubblica un album in collaborazione con Kanye West: KIDS SEE GHOSTS.
Il 10 gennaio 2020, con la pubblicazione dell’album di Selena Gomez Rare, esce la collaborazione A Sweeter Place. Il 24 aprile 2020, in occasione dell'Astronomical Tour (evento tenutosi sul gioco per console Fortnite), viene proposto un inedito in collaborazione con Travis Scott intitolato The Scotts, che riscuote un discreto successo. L'11 dicembre 2020 pubblica il suo settimo album Man on the Moon III: The Chosen .
Nel 2021 collabora con Ariana Grande nel singolo Just Look Up per la colonna sonora del film Don't Look Up.

## Discografia

### Album in studio
- 2009 – Man on the Moon: The End of Day
- 2010 – Man on the Moon II: The Legend of Mr. Rager
- 2013 – Indicud
- 2014 – Satellite Flight: The Journey to Mother Moon
- 2015 – Speedin' Bullet 2 Heaven
- 2016 – Passion, Pain & Demon Slayin'
- 2020 – Man on the Moon III: The Chosen
- 2022 – Entergalactic
- 2024 – Insano
- 2024 – Insano (Nitro Mega)
- 2025 – Free

### Collaborazioni
- 2012 – WZRD (con Dot da Genius, come WZRD)
- 2018 – Kids See Ghosts (con Kanye West; accreditati come Kids See Ghosts)

### Mixtape
- 2008 – A Kid Named Cudi

### Singoli
Come artista principale
- 2008 – Day 'n' Nite
- 2009 – Make Her Say
- 2009 – Pursuit of Happiness
- 2010 – We Are the World 25 for Haiti (Artisti vari)
- 2010 – Erase Me (feat. Kanye West)
- 2010 – Mr. Rager
- 2011 – No One Believes Me
- 2012 – Just What I Am
- 2012 – King Wizard
- 2013 – Immortal
- 2013 – Girls
- 2015 – Confused!
- 2015 – Speedin' Bullet 2 Heaven
- 2016 – Frequency
- 2016 – Surfin'
- 2020 – Leader of Delinquents
- 2020 – The Scotts (con Travis Scott)
- 2020 – The Adventures of Moon Man & Slim Shady (feat. Eminem)
- 2021 – Guns Go Bang (con Jay-Z)
- 2022 – Want It Bad (con Nigo)
- 2022 – Stars in The Sky
- 2022 – Do What I Want
- 2022 – Talk About Me (con Dot da Genius, Denzel Curry e JID)
- 2022 – Willing to Trust (con Ty Dolla Sign)
- 2023 – Porsche Topless
- 2023 – Guitar in My Room (con Cole Bennett e Lil Durk)
- 2023 – Heaven's Galaxy
- 2023 – At the Party (feat. Pharrell Williams e Travis Scott)
- 2024 - Black Ops (con Denzel Curry)
- 2024 - Dreams I See
- 2024 - Don’t Worry (feat. Chip tha Ripper)
- 2024 - The Moon Man Survivea
- 2025 - Neverland

Come artista ospite
- 2009 – Welcome to the World (Kevin Rudolf feat. Kid Cudi)
- 2009 – She Came Along (Sharam feat. Kid Cudi)
- 2009 – Rollin' (Jackie Chain feat. Kid Cudi)
- 2009 – Symphonies (Dan Black feat. Kid Cudi
- 2009 – Can't Stop Me (Chip tha Ripper e The Almighty Gloryus feat. Kid Cudi)
- 2010 – Memories (David Guetta feat. Kid Cudi)
- 2010 – That Tree (Snoop Dogg feat. Kid Cudi)
- 2010 – All of the Lights (Kanye West feat. Rihanna, Kid Cudi & Fergie)
- 2011 – Run (The Knux feat. Kid Cudi)
- 2011 – Focused (Wale feat. Kid Cudi)
- 2011 – Ask About Me (Chip tha Ripper feat. Kid Cudi)
- 2012 – Cudi the Kid (Steve Aoki feat. Kid Cudi & Travis Barker)
- 2012 – GloryUs (Chip tha Ripper feat. Kid Cudi)
- 2014 – Satellites (Tassho Pearce feat. Kid Cudi)
- 2016 – Father Stretch My Hands (Kanye West feat. Kid Cudi)
- 2018 – LOST (Quavo feat. Kid Cudi)
- 2020 – A Sweeter Place (Selena Gomez feat. Kid Cudi)
- 2021 – Just Look Up (Ariana Grande feat. Kid Cudi)

## Filmografia parziale

### Attore

#### Cinema
- Goodbye World, regia di Denis Henry Hennelly (2013)
- Need for Speed, regia di Scott Waugh (2014)
- Appuntamento con l'amore (Two Night Stand), regia di Max Nichols (2014)
- The Ever After, regia di Mark Webber (2014)
- James White, regia di Josh Mond (2015)
- Meadowland - Scomparso (Meadowland), regia di Reed Morano (2015)
- Entourage, regia di Doug Ellin (2015)
- Vincent N Roxxy, regia di Gary Michael Schultz (2016)
- Killing Hasselhoff, regia di Darren Grant (2017)
- Ubriachi d'amore (Drunk Parents), regia di Fred Wolf (2019)
- Jexi, regia di Jon Lucas e Scott Moore (2019)
- Bill & Ted Face the Music, regia di Dean Parisot (2020)
- Confini e dipendenze (Crisis), regia di Nicholas Jarecki (2021)
- Don't Look Up, regia di Adam McKay (2021)
- X: A Sexy Horror Story (X), regia di Ti West (2022)
- Entergalactic, regia di Fletcher Moules (2022) – voce
- House Party, regia di Calmatic (2023)
- Parachute, regia di Brittany Snow (2023)
- Crater, regia di Kyle Patrick Alvarez (2023)
- Silent Night - Il silenzio della vendetta (Silent Night), regia di John Woo (2023)
- Trap, regia di M. Night Shyamalan (2024)

#### Televisione
- How to Make It in America – serie TV, 14 episodi (2010-2011)
- Brooklyn Nine-Nine – serie TV, episodio 1x07 (2013)
- Westworld - Dove tutto è concesso (Westworld) – serie TV, 4 episodi (2020)
- We Are Who We Are – miniserie TV (2020)
- Knuckles – miniserie TV (2024)

### Produttore esecutivo
- Malcolm & Marie, regia di Sam Levinson (2021)
- X: A Sexy Horror Story (X), regia di Ti West (2022)
- Pearl, regia di Ti West (2022)
- Entergalactic, regia di Fletcher Moules (2022)

### Autore
- Entergalactic, regia di Fletcher Moules (2022)

## Doppiatori italiani
Nelle versioni in italiano nelle opere in cui ha recitato, Kid Cudi è stato doppiato da:
- Emanuele Ruzza in Don't Look Up, Crater, Knuckles
- Andrea Mete in Need for Speed, Appuntamento con l' amore
- Marco Vivio in We Are What We Are, House Party
- Federico Bebi in How to Make It in America
- Luca Mannocci in Entourage
- Raffaele Proietti in Westworld - Dove tutto è concesso
- Massimo Triggiani in Jexi
- Andrea Moretti in Bill & Ted Face the Music
- Gianluca Crisafi in X: A Sexy Horror Story

Da doppiatore è sostituito da:
- Andrea Mete in Entergalactic